# ضباب
 ضباب نام روستایی است از توابع شهرستان القریات ( ولایة القریات ) یکی از شهرستانهای استان مسقط در کشور پادشاهی عمان. روستای  ضباب  در حدود ۲۰ کیلومتر ی روستای رأس الخیرات واقع شده‌است.

## جمعیت
جمعیت آن ۱۱۵ نفر (۲۵خانوار) می‌باشند که از اهل سنت و مالکی مذهب هستند. شغل عمدهٔ مردم روستا کشاورزی و ماهی گیری است. بعضی از مردم نیز دام خانه‌ای نیز دارند.